# Vandpolo under sommer-OL 2012
Vandpolo under Sommer-OL 2012 blev afviklet fra 29. juli til 12. august og foregik i Water Polo Arena. Der var en turnering for både mænd og kvinder med deltagelse af henholdsvis tolv og otte hold. Mændenes turnering blev vundet af Kroatien og kvindernes af USA.

## Mænd
Mændenes turnering havde deltagelse af tolv hold, der var fordelt i to puljer med seks hold i hver. Når man havde mødt hver modstander én gang, kvalificerede nr. 1-4 i hver pulje sig til slutspillet, dvs. kvartfinaler, semifinaler og finale/bronzekamp.

### Gruppe A
| Gruppe A | Gruppe A   | Gruppe A   | Gruppe A |
| Dato     | Hold 1     | Hold 2     | Resultat |
| -------- | ---------- | ---------- | -------- |
| 29.7     | Grækenland | Kroatien   | 6-8      |
| 29.7     | Kasakhstan | Spanien    | 6-14     |
| 29.7     | Italien    | Australien | 8-5      |
| 31.7     | Kroatien   | Spanien    | 8-7      |
| 31.7     | Australien | Kasakhstan | 7-4      |
| 31.7     | Grækenland | Italien    | 7-7      |
| 2.8      | Spanien    | Australien | 13-9     |
| 2.8      | Kasakhstan | Grækenland | 4-11     |
| 2.8      | Italien    | Kroatien   | 6-11     |
| 4.8      | Kroatien   | Australien | 11-6     |
| 4.8      | Grækenland | Spanien    | 9-11     |
| 4.8      | Italien    | Kasakhstan | 9-6      |
| 6.8      | Kasakhstan | Kroatien   | 4-12     |
| 6.8      | Grækenland | Australien | 8-13     |
| 6.8      | Spanien    | Italien    | 7-10     |
| Kilde    |            |            |          |

| Gruppe A   | Gruppe A | Gruppe A | Gruppe A |
| Hold       | Kampe    | Mål      | Point    |
| ---------- | -------- | -------- | -------- |
| Kroatien   | 5        | 50-29    | 10       |
| Italien    | 5        | 40-36    | 7        |
| Spanien    | 5        | 52-42    | 6        |
| Australien | 5        | 40-44    | 4        |
| Grækenland | 5        | 41-43    | 3        |
| Kasakhstan | 5        | 24-53    | 0        |
| Kilde      |          |          |          |

### Gruppe B
| Gruppe B | Gruppe B       | Gruppe B       | Gruppe B |
| Dato     | Hold 1         | Hold 2         | Resultat |
| -------- | -------------- | -------------- | -------- |
| 29.7     | Ungarn         | Serbien        | 10-14    |
| 29.7     | Rumænien       | Storbritannien | 13-4     |
| 29.7     | Montenegro     | USA            | 7-8      |
| 31.7     | Ungarn         | Montenegro     | 10-11    |
| 31.7     | Serbien        | Storbritannien | 21-7     |
| 31.7     | USA            | Rumænien       | 10-8     |
| 2.8      | Montenegro     | Serbien        | 11-11    |
| 2.8      | Rumænien       | Ungarn         | 15-17    |
| 2.8      | Storbritannien | USA            | 7-13     |
| 4.8      | Montenegro     | Rumænien       | 12-8     |
| 4.8      | Ungarn         | Storbritannien | 17-6     |
| 4.8      | Serbien        | USA            | 11-6     |
| 6.8      | Rumænien       | Serbien        | 4-12     |
| 6.8      | Ungarn         | USA            | 11-8     |
| 6.8      | Storbritannien | Montenegro     | 4-13     |
| Kilde    |                |                |          |

| Gruppe B       | Gruppe B | Gruppe B | Gruppe B |
| Hold           | Kampe    | Mål      | Point    |
| -------------- | -------- | -------- | -------- |
| Serbien        | 5        | 69-38    | 9        |
| Montenegro     | 5        | 54-41    | 7        |
| Ungarn         | 5        | 65-52    | 6        |
| USA            | 5        | 43-44    | 6        |
| Rumænien       | 5        | 48-55    | 2        |
| Storbritannien | 5        | 28-77    | 0        |
| Kilde          |          |          |          |

### Slutspil
| Kvartfinaler | Kvartfinaler | Kvartfinaler | Kvartfinaler |
| Dato         | Hold 1       | Hold 2       | Resultat     |
| ------------ | ------------ | ------------ | ------------ |
| 8.8          | Kroatien     | USA          | 8-2          |
| 8.8          | Spanien      | Montenegro   | 9-11         |
| 8.8          | Italien      | Ungarn       | 11-9         |
| 8.8          | Australien   | Serbien      | 8-11         |
| Semifinaler  |              |              |              |
| 10.8         | Kroatien     | Montenegro   | 7-5          |
| 10.8         | Italien      | Serbien      | 9-7          |
| Bronzekamp   |              |              |              |
| 12.8         | Montenegro   | Serbien      | 11-12        |
| Finale       |              |              |              |
| 12.8         | Kroatien     | Italien      | 8-6          |
| Kilde        |              |              |              |

| Placeringskampe 5/8 | Placeringskampe 5/8 | Placeringskampe 5/8 | Placeringskampe 5/8 |
| Semifinaler         | Semifinaler         | Semifinaler         | Semifinaler         |
| Dato                | Hold 1              | Hold 2              | Resultat            |
| ------------------- | ------------------- | ------------------- | ------------------- |
| 10.8                | USA                 | Spanien             | 7-8                 |
| 10.8                | Ungarn              | Australien          | 10-9                |
| Kamp om 7/8-pladsen |                     |                     |                     |
| 12.8                | USA                 | Australien          | 9-10                |
| Kamp om 5/6-pladsen |                     |                     |                     |
| 12.8                | Spanien             | Ungarn              | 8-14                |
| Kilde               |                     |                     |                     |

## Kvinder
Kvindernes turnering havde deltagelse af otte hold, der var fordelt i to puljer med fire hold i hver. Når man havde mødt hver modstander én gang, kvalificerede alle hold sig til slutspillet, dvs. kvartfinaler, semifinaler og finale/bronzekamp.

### Gruppe A
| Gruppe A | Gruppe A | Gruppe A | Gruppe A |
| Dato     | Hold 1   | Hold 2   | Resultat |
| -------- | -------- | -------- | -------- |
| 30.7     | Spanien  | Kina     | 11-6     |
| 30.7     | Ungarn   | USA      | 13-14    |
| 1.8      | Ungarn   | Kina     | 11-10    |
| 1.8      | Spanien  | USA      | 9-9      |
| 3.8      | Spanien  | Ungarn   | 13-11    |
| 3.8      | Kina     | USA      | 6-7      |
| Kilde    |          |          |          |

| Gruppe A | Gruppe A | Gruppe A | Gruppe A |
| Hold     | Kampe    | Mål      | Point    |
| -------- | -------- | -------- | -------- |
| Spanien  | 3        | 33-26    | 5        |
| USA      | 3        | 30-28    | 5        |
| Ungarn   | 3        | 35-37    | 2        |
| Kina     | 3        | 22-29    | 0        |
| Kilde    |          |          |          |

### Gruppe B
| Gruppe B | Gruppe B       | Gruppe B   | Gruppe B |
| Dato     | Hold 1         | Hold 2     | Resultat |
| -------- | -------------- | ---------- | -------- |
| 30.7     | Italien        | Australien | 8-10     |
| 30.7     | Storbritannien | Rusland    | 6-7      |
| 1.8      | Italien        | Rusland    | 4-7      |
| 1.8      | Storbritannien | Australien | 3-16     |
| 3.8      | Rusland        | Australien | 8-11     |
| 3.8      | Storbritannien | Italien    | 5-10     |
| Kilde    |                |            |          |

| Gruppe B       | Gruppe B | Gruppe B | Gruppe B |
| Hold           | Kampe    | Mål      | Point    |
| -------------- | -------- | -------- | -------- |
| Australien     | 3        | 37-19    | 6        |
| Rusland        | 3        | 22-21    | 4        |
| Italien        | 3        | 22-22    | 2        |
| Storbritannien | 3        | 14-33    | 0        |
| Kilde          |          |          |          |

### Slutspil
| Kvartfinaler | Kvartfinaler | Kvartfinaler   | Kvartfinaler |
| Dato         | Hold 1       | Hold 2         | Resultat     |
| ------------ | ------------ | -------------- | ------------ |
| 5.8          | Ungarn       | Rusland        | 11-10        |
| 5.8          | Kina         | Australien     | 18-20        |
| 5.8          | USA          | Italien        | 9-6          |
| 5.8          | Spanien      | Storbritannien | 9-7          |
| Semifinaler  |              |                |              |
| 7.8          | USA          | Australien     | 11-9         |
| 7.8          | Ungarn       | Spanien        | 9-10         |
| Bronzekamp   |              |                |              |
| 9.8          | Australien   | Ungarn         | 13-11        |
| Finale       |              |                |              |
| 9.8          | USA          | Spanien        | 8-5          |
| Kilde        |              |                |              |

| Placeringskampe 5/8 | Placeringskampe 5/8 | Placeringskampe 5/8 | Placeringskampe 5/8 |
| Semifinaler         | Semifinaler         | Semifinaler         | Semifinaler         |
| Dato                | Hold 1              | Hold 2              | Resultat            |
| ------------------- | ------------------- | ------------------- | ------------------- |
| 7.8                 | Italien             | Kina                | 10-14               |
| 7.8                 | Rusland             | Storbritannien      | 11-9                |
| Kamp om 7/8-pladsen |                     |                     |                     |
| 9.8                 | Italien             | Storbritannien      | 11-7                |
| Kamp om 5/6-pladsen |                     |                     |                     |
| 9.8                 | Kina                | Rusland             | 16-15               |
| Kilde               |                     |                     |                     |